# Giorgio Contini
Giorgio Contini (Svájc, 1974. január 4. –) olasz származású svájci válogatott labdarúgó, edző. 2024 óta a Young Boys vezetőedzője.

## Pályafutása

### Labdarúgóként
Contini Svájcban született.
1992-ben mutatkozott be a Winterthur felnőtt keretében. 1994 és 2005 között a Frauenfeld, a Baden, St. Gallen, a Luzern, a Lausanne-Sport és a Winterthur csapatát erősítette.
2001-ben egy mérkőzés erejéig tagja volt a svájci válogatottban.

### Edzőként
2005-ben az alacsonyabb osztályokban szereplő Oberwinterthurnál töltötte be az edzői pozíciót. 2011-ben a St. Gallen, míg 2012-ben a Vaduz edzője volt. 2017-ben visszatért a St. Gallenhez. 2018-ban a Lausanne-Sport szerződtette. 2021. június 9-én a Grasshoppers vezetőedzője lett.

## Sikerei, díjai

### Játékosként
St. Gallen
- Swiss Super League
  - Bajnok (1): 1999–2000

### Edzőként
Vaduz
- Swiss Challenge League
  - Feljutó (1): 2013–14

- Liechtensteini Kupa
  - Győztes (4): 2013, 2014, 2015, 2016

Lausanne-Sport
- Swiss Challenge League
  - Feljutó (1): 2019–20

Egyéni
- Az Év Liechtensteini Edzője: 2014, 2016